# Charlottetown

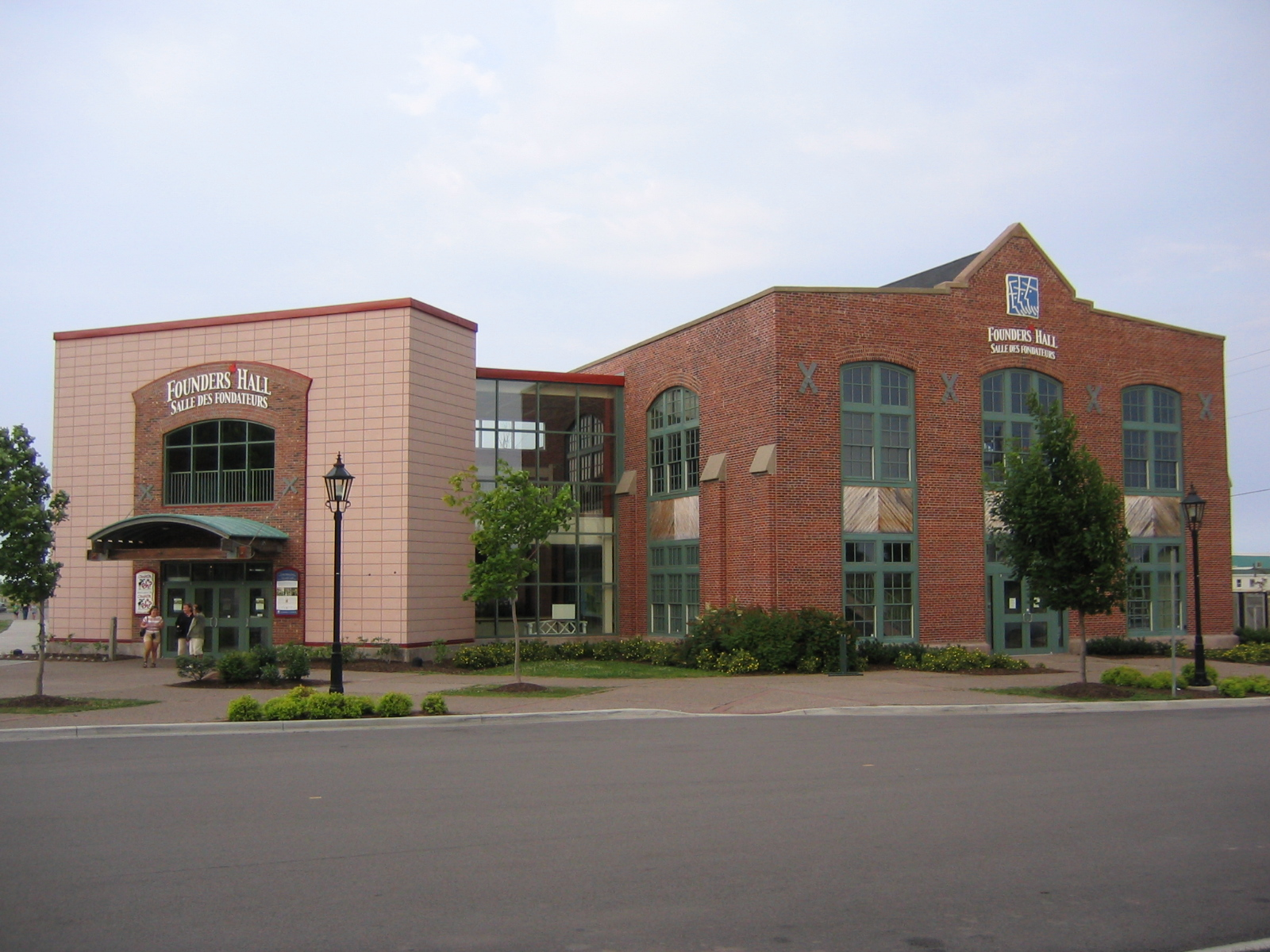
Radnice v Charlottetownu

Charlottetown je hlavní a největší město kanadské provincie Ostrov prince Edwarda. Podle sčítání lidu z roku 2001 mělo 32 245 obyvatel (a celá jeho aglomerace 58 358).

## Historie
V roce 1720 vybudovali Francouzi na místě dnešního města pevnost Port la Joie. Poté, co nad ostrovem převzali v roce 1763 Britové, byla pevnost pojmenována na počest Charlotty, manželky krále Jiřího. V roce 1864 se zde konala konference o sjednocení Kanady. V roce 1866 poškodil velkou část města velký požár.